# Silverfleet Capital
Silverfleet Capital ist eine europäische Private-Equity-Gesellschaft, die sich auf Unternehmen mit einem Umsatz zwischen 75 und 300 Mio. € konzentriert.
Silverfleet Capital wurde 1984 gegründet. Bis 2007 war die Gesellschaft unter dem Namen PPM Capital ein Geschäftsbereich der Prudential plc.

## Beteiligungen
Quelle:
| Unternehmen            | Tätigkeit                                  | Land                   | Kaufjahr | Ausstieg |
| ---------------------- | ------------------------------------------ | ---------------------- | -------- | -------- |
| Coventya               | Spezialchemie                              | Frankreich             | 2016     |          |
| Sigma Components       | Flugzeugpräzisionsteile                    | Vereinigtes Königreich | 2016     |          |
| Masai Clothing Company | Modemarke                                  | Dänemark               | 2015     |          |
| AGR                    | Ölfelddienstleistungen                     | Norwegen               | 2014     |          |
| Phase One              | Mittelformat-Kameras                       | Dänemark               | 2014     |          |
| Competence Call Center | Callcenter                                 | Deutschland            | 2013     |          |
| Ipes                   | Outsourcing für Private-Equity-Unternehmen | Guernsey               | 2013     |          |
| Cimbria Group          | Anlagen für die Getreidelagerung           | Dänemark               | 2013     |          |
| La Fée Maraboutée      | Damenmode                                  | Frankreich             | 2012     |          |
| Aesica Pharmaceuticals | CDMO                                       | Vereinigtes Königreich | 2011     | 2014     |
| creatrade              | Versandhandel                              | Deutschland            | 2010     |          |
| OFFICE                 | Schuhhandel                                | Vereinigtes Königreich | 2010     | 2015     |
| Kalle GmbH             | Polymere                                   | Deutschland            | 2009     | 2016     |
| Orizon                 | Personaldienstleistungen                   | Deutschland            | 2007     | 2017     |
| Jost World             | Sattelkupplungen für LKW                   | Deutschland            | 2005     | 2008     |
| Sterigenics            | Medizintechnik                             | Vereinigte Staaten     | 2004     | 2011     |
| Prefere Paraform       | Methanolderivate                           | Deutschland            | 2019     |          |